# Comuna Zelena Balka, Șîroke
Zelena Balka (în ucraineană Зелена Балка) este o comună în raionul Șîroke, regiunea Dnipropetrovsk, Ucraina, formată din satele Cervonîi Ranok, Kurhanka, Makarivka, Nove, Șvedove și Zelena Balka (reședința).

## Demografie
Componența lingvistică a satului Zelena Balka
     Ucraineană (90,56%)
     Rusă (8,23%)
     Alte limbi (1,1%)
Conform recensământului din 2001, majoritatea populației satului Zelena Balka era vorbitoare de ucraineană (90,56%), existând în minoritate și vorbitori de rusă (8,23%).